# Kaan Kairinen
Kaan Kairinen, né le 22 décembre 1998 à Kaarina en Finlande, est un footballeur international finlandais. Il évolue au poste de milieu central au Sparta Prague.

## Biographie

### En club
Né à Kaarina en Finlande, Kaan Kairinen est formé par le FC Inter Turku. 
C'est avec ce club qu'il fait ses débuts en professionnel, jouant son premier match à seulement 15 ans, le 25 octobre 2014 face au FF Jaro en championnat. Il entre en jeu et son équipe s'incline par un but à zéro ce jour-là.
Le 1er février 2016, à 17 ans, Kaan Kairinen connait sa première expérience à l'étranger en s'engageant avec le FC Midtjylland, au Danemark. Il signe un contrat de trois ans.
Le 5 février 2020, Kaan Kairinen est prêté au Lillestrøm SK pour une saison.
Convaincant durant son prêt, Kairinen est recruté par le Lillestrøm SK, qu'il rejoint définitivement en janvier 2021. Le transfert est annoncé dès le 15 décembre 2020, et il signe un contrat de quatre ans, soit jusqu'en décembre 2024.
En janvier 2023, Kaan Kairinen rejoint la Tchéquie afin de s'engager en faveur du Sparta Prague. Le transfert est annoncé dès le 20 décembre 2022, et il signe un contrat de trois ans et demi, soit jusqu'en juin 2026,.

### En sélection
Kaan Kairinen représente l'équipe de Finlande des moins de 17 ans. Avec cette sélection il joue un total de dix matchs, tous en 2014 et officie à une reprise comme capitaine.
Kaan Kairinen honore sa première sélection avec l'équipe nationale de Finlande le 8 janvier 2019, lors d'un match amical face à la Suède. Il entre en jeu à la place de Rasmus Schüller et son équipe s'impose par un but à zéro.

## Palmarès
FC Midtjylland
- Championnat du Danemark (1) :
  - Champion : 2017-2018.